# Conseil général des ponts et chaussées
Le Conseil général des ponts et chaussées ou CGPC, est une institution française, héritière directe de l’assemblée des inspecteurs généraux des ponts et chaussées réunie régulièrement à partir de 1747 par l'intendant des finances Daniel-Charles Trudaine, disparue en 2008.

## Histoire
Le Conseil général des ponts et chaussées est créé sous le Premier Empire par le décret du 7 fructidor an XII (25 août 1804). Ce corps est composé des ingénieurs des ponts et chaussées.
Le CGPC a fêté son bicentenaire en 2004,.
Par un décret du 9 juillet 2008, le Conseil général des ponts et chaussées et le service de l'Inspection générale de l’environnement (SIGE) sont regroupés au sein d'une nouvelle instance intitulée Conseil général de l'environnement et du développement durable (CGEDD),.
Liste des vice-présidents successifs
- 1815-1830 : Jean Bernard Tarbé de Vauxclairs
- 1854-1857 : Jacques Mallet
- 1857-1870 : Paul Gayant
- 1870-1871 : Alfred Charles Ernest Franquet de Franqueville
- 1872 : Charles-Étienne Collignon
- 1873 : Guillaume Comoy[7]
- 1874-1875 : Louis-Frédéric Perrier
- 1892-1894 : Henri-Désiré Le Royer de La Tournerie
- 1894-1896 : Auguste Stoecklin
- 1896-1898 : François-Xavier-Philippe-Émile Delocre
- 1898-1902 : Pierre-Gustave Brosselin
- 1902-1905 : Théodore-Marie Lorieux
- 1905-1909 : Marcel Jozon
- 1909-1914 : Albert de Préaudeau
- 1914-1919 : Paul Alexandre[8]
- 1977-1978 : Adrien Spinetta
- 1978-1981 : Jean Chapon
- 1981-1982 : Raoul  Rudeau
- 1983- : André Herzog
- 1983- : André Pasquet
- 1995- : Pierre Mayet
- 2000-2002 : Georges Mercadal
- 2002-2010 : Claude Martinand
- 2010-2013 : Christian Leyrit
- 2013-2015 : Patrice Parisé
- 2016-20.. : Anne-Marie Levraut

## Présentation
Le Conseil général des ponts et chaussées a pour mission dans un champ de compétences plus large que celui de son ministère de rattachement d’informer, de sensibiliser et d’éclairer les pouvoirs publics sur les évolutions ou mutations de toute nature affectant l’ensemble des relations et dynamiques de la société, dans leurs dimensions techniques, économiques, sociales, environnementales, etc. À cette fin, il conseille les ministres et leurs administrations centrales et déconcentrées, contrôle le fonctionnement des administrations de l’État et d’autres organismes chargés de missions de service public et évalue leurs performances.
Ses activités peuvent être réparties de la manière suivante : la prospective, la veille, l’observation et le conseil auprès des ministres et des organes de direction des ministères ; l’évaluation des politiques publiques ; le contrôle, l’audit, l’inspection des services ou des organismes (ainsi que les enquêtes administratives concernant les agents de l’État), l’évaluation et l’orientation des cadres supérieurs.
Ses activités se concrétisent par la production de rapports d’études (expertise, évaluation, aide à la décision), d’avis (sur tout document ou rapport) et de rapports d’inspection sur des domaines variés (droit, logement et société, sciences et techniques, économie et transports, aménagement des territoires, sécurité, sûreté, aviation civile, organismes scientifiques et techniques, personnels et services).

## Sources et valorisation
Les archives du Conseil général des ponts et chaussées sont conservées aux Archives nationales qui reçoivent régulièrement de nouveaux versements en provenance du ministère de la transition écologique et solidaire. L'École des Ponts ParisTech conserve une partie du fonds ancien du fait que Jean-Rodolphe Perronet, premier directeur de l'école, était secrétaire des assemblées tenues au XVIIIe siècle.
Pour faciliter l'accès à ces sources, les Archives nationales mènent, depuis janvier 2017, le Projet participatif Ponts et Chaussées.